# Alley (Keishi Tanakaのアルバム)
『Alley』（アリー）は、2015年4月22日にリリースされたKeishi Tanakaの2ndアルバム。

## 概要
「レコード・ストア・デイ」に合わせて2015年4月18日にアナログ盤が先行発売された。アナログ盤はCD・音楽配信とジャケットが異なっている。

## 収録曲

### CD・音楽配信・アナログ盤
全作詞・作曲：Keishi Tanaka
1. あかり（1:47）
2. 傘を持たない君と音楽を（4:02）
3. Floatin' Groove（3:53）
3rdシングル。
4. Crybaby's Girl（4:42）
2ndシングル。
5. あこがれ（4:31）
6. 9月の甘い香り（4:09）
7. 偶然を待っているだなんて（4:23）
8. Foggy Mountain（3:56）
9. 時をかける君（4:11）
10. It's Only My Rule（4:25）
11. 秘密の森（3:45）
1stシングル。
12. 素敵な影の結末（4:10）
アルバム発売に先駆けて先行配信された[3]。

### DVD（初回限定盤のみ）
1. Floatin' Groove（MV）
  - 監督：北山大介（THREE IS A MAGIC NUMBER）
2. 秘密の森（MV）
  - 監督：上山悠二（M.S.G）
3. Crybaby's Girl（MV）
  - 監督：北山大介（THREE IS A MAGIC NUMBER）
4. あこがれ（MV）
  - 監督：上山悠二（M.S.G）

## リリース一覧
| 発売日        | 形態       | 品番    | レーベル     | 脚注  |
| ------------- | ---------- | ------- | ------------ | ----- |
| 2015年4月18日 | LPレコード | NLP-17  | Niw! Records | [ 4 ] |
| 2015年4月22日 | CD         | NIW-107 | Niw! Records | [ 5 ] |
| 2015年4月22日 | CD＋DVD    | NIW-106 | Niw! Records | [ 6 ] |
| 2015年4月22日 | 音楽配信   |         | Niw! Records | [ 7 ] |